# Pałac w Łagiewnikach
Pałac w Łagiewnikach – zabytkowy pałac wybudowany w XVIII w. w Łagiewnikach.

## Położenie
Pałac położony jest w Łagiewnikach – wsi w Polsce, w województwie dolnośląskim, w powiecie dzierżoniowskim, w gminie Łagiewniki.